# Zora (časopis)
Zora (v srbské cyrilici Зора, česky Záře) byl literární časopis vycházející v Mostaru v letech 1896–1901. Na jeho tvorbě se podíleli tehdejší významní srbští básníci nastupující moderny, Aleksa Šantić a Jovan Dučić, spolu ještě s prozaikem Svetozarem Ćorovićem. Časopis se stal později velmi známý a v současné době se považuje za velmi významné pro rozvoj srbské literatury. Dalším z podobných byl např. Srpski književni glasnik.